# Jonas Platt

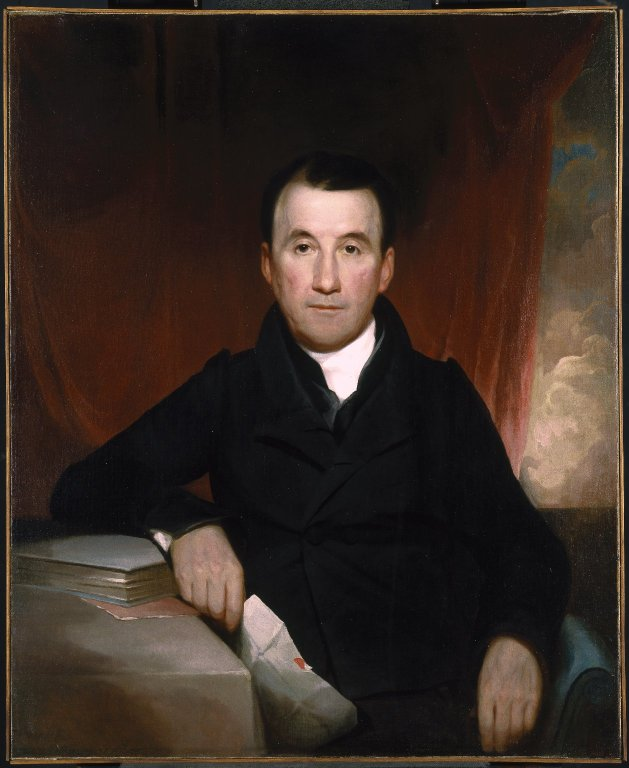
Jonas Platt

Jonas Platt (* 30. Juni 1769 in Poughkeepsie, Dutchess County, Provinz New York; † 22. Februar 1834 in Peru, Clinton County, New York) war ein amerikanischer Rechtsanwalt, Richter, General der Kavallerie in der Miliz und Politiker. Er war der Sohn von Zephaniah Platt, der ebenfalls als Rechtsanwalt und Politiker tätig war, und Bruder von Charles Z. Platt, Finanzminister von New York.

## Privatleben
Jonas Platt besuchte eine französische Akademie in Montreal (Kanada). Danach studierte er Jura, bekam 1790 seine Zulassung als Anwalt und fing in Poughkeepsie zu praktizieren an. Platt war von 1791 bis 1798 als County Clerk von Herkimer County und von 1798 bis 1802 von Oneida County tätig. Später bekleidete er zwischen 1814 und 1821 den Posten eines beisitzenden Richters am Supreme Court of New York.

## Politisches Wirken
Platt war 1796 Mitglied in der New York State Assembly. Er wurde als Föderalist in den 6. US-Kongress gewählt, wo er vom 4. März 1799 bis zum 3. März 1801 tätig war. Als Abgeordneter hatte er den Vorsitz über das Committee on Revisal and Unfinished Business. Er entschied sich nicht zur Wiederwahl anzutreten. Platt kandidierte dann 1810 erfolglos um das Amt des Gouverneurs von New York. Ferner war er von 1810 bis 1813 Mitglied im Senat von New York. Im letzten Jahr war er auch Mitglied im Council of Appointments. Platt nahm 1821 an der verfassunggebenden Versammlung von New York teil.
Er verstarb 1834 in Peru (New York) und wurde anschließend auf dem Riverside Cemetery in Plattsburgh (New York) beigesetzt.